# Memoriał Karla Schäfera
Memoriał Karla Schäfera – międzynarodowe zawody w łyżwiarstwie figurowym seniorów rozgrywane w Austrii od 1974 do 2008. Miejscem rozgrywania zawodów był Wiedeń. W jego trakcie rozgrywane były zawody w jeździe indywidualnej kobiet i mężczyzn oraz par sportowych i tanecznych.
Ich nazwa pochodzi od nazwiska wybitnego austriackiego łyżwiarza figurowego, dwukrotnego mistrza olimpijskiego (1932, 1936) Karla Schäfera, startującego w połowie XX wieku. Zawody były konkursem kwalifikacyjnym do Zimowych Igrzysk Olimpijskich 1998 oraz 2006.